# Évolution du Collège cardinalice sous le pontificat de Léon XIII
Cet article présente les évolutions au sein du Sacré Collège au cours du long pontificat de vingt-cinq ans du pape Léon XIII, depuis l'ouverture du conclave qui l'a élu, le 18 février 1878, jusqu'à sa mort survenue le 20 juillet 1903.

## Évolution numérique au cours du pontificat
| Date              | Évènement                                                                      | Pays | Total |
| ----------------- | ------------------------------------------------------------------------------ | ---- | ----- |
| 18 février 1878   | Cardinaux au moment du Conclave de 1878                                        |      | 64    |
| 20 février 1878   | Élection papale du cardinal Vincenzo Gioacchino Pecci sous le nom de Léon XIII |      | 63    |
| 26 février 1878   | Décès du cardinal Godefroy Brossay-Saint-Marc                                  |      | 62    |
| 30 mars 1878      | Décès du cardinal Luigi Amat di San Filippo e Sorso                            |      | 61    |
| 6 avril 1878      | Décès du cardinal Giuseppe Berardi                                             |      | 60    |
| 31 juillet 1878   | Décès du cardinal Alessandro Franchi                                           |      | 59    |
| 23 septembre 1878 | Décès du cardinal Fabio Maria Asquini                                          |      | 58    |
| 24 octobre 1878   | Décès du cardinal Paul Cullen                                                  |      | 57    |
| 29 janvier 1879   | Décès du cardinal Antonio Benedetto Antonucci                                  |      | 56    |
| 27 février 1879   | Décès du cardinal Filippo Maria Guidi                                          |      | 55    |
| 26 avril 1879     | Décès du cardinal Carlo Luigi Morichini                                        |      | 54    |
| 12 mai 1879       | Consistoire : création de 10 cardinaux                                         |      | 64    |
| 17 juin 1879      | Décès du cardinal Domenico Carafa della Spina di Traetto                       |      | 63    |
| 19 septembre 1879 | Consistoire : création de 4 cardinaux                                          |      | 67    |
| 18 mai 1880       | Décès du cardinal Louis-Édouard Pie                                            |      | 66    |
| 20 juillet 1880   | Décès du cardinal Francesco Saverio Apuzzo                                     |      | 65    |
| 14 octobre 1880   | Décès du cardinal Bartolomeo Pacca                                             |      | 64    |
| 13 décembre 1880  | Consistoire : création d'un cardinal et de 3 cardinaux in pectore              |      | 68    |
| 3 janvier 1881    | Décès du cardinal René-François Régnier                                        |      | 67    |
| 27 janvier 1881   | Décès du cardinal Johann Baptist Rudolph Kutschker                             |      | 66    |
| 28 avril 1881     | Décès du cardinal Francisco de Paula Benavides y Navarrete                     |      | 65    |
| 28 avril 1881     | Décès du cardinal Manuel Garcia Gil                                            |      | 64    |
| 6 octobre 1881    | Décès du cardinal Vincenzo Moretti                                             |      | 63    |
| 28 octobre 1881   | Décès du cardinal Prospero Caterini                                            |      | 62    |
| 5 novembre 1881   | Décès du cardinal Pietro Gianelli                                              |      | 61    |
| 30 novembre 1881  | Décès du cardinal Edoardo Borromeo                                             |      | 60    |
| 23 mars 1882      | Décès du cardinal Joaquín Lluch y Garriga                                      |      | 59    |
| 27 mars 1882      | Consistoire : création de 5 cardinaux et révélation de 2 cardinaux in pectore  |      | 64    |
| 25 septembre 1882 | Consistoire : création de 2 cardinaux                                          |      | 66    |
| 20 novembre 1882  | Décès du cardinal Domenico Sanguigni                                           |      | 65    |
| 23 décembre 1882  | Décès du cardinal Ferdinand-François-Auguste Donnet                            |      | 64    |
| 23 février 1883   | Décès du cardinal Inácio do Nascimento Morais Cardoso                          |      | 63    |
| 31 mars 1883      | Décès du cardinal Pier Francesco Meglia                                        |      | 62    |
| 21 avril 1883     | Décès du cardinal Ruggero Luigi Emidio Antici Mattei                           |      | 61    |
| 29 septembre 1883 | Décès du cardinal Victor-Auguste Dechamps                                      |      | 60    |
| 28 octobre 1883   | Décès du cardinal Henri de Bonnechose                                          |      | 59    |
| 28 décembre 1883  | Décès du cardinal Antonio Saverio De Luca                                      |      | 58    |
| 30 janvier 1884   | Décès du cardinal Luigi Maria Bilio                                            |      | 57    |
| 28 février 1884   | Décès du cardinal Antoine-Pierre IX Hassoun                                    |      | 56    |
| 6 mars 1884       | Décès du cardinal Camillo Di Pietro                                            |      | 54    |
| 24 mars 1884      | Consistoire : création de 2 cardinaux                                          |      | 56    |
| 22 juin 1884      | Décès du cardinal Frédéric de Falloux du Coudray                               |      | 55    |
| 28 août 1884      | Décès du cardinal Juan de la Cruz Ignacio Moreno y Maisanove                   |      | 54    |
| 20 octobre 1884   | Décès du cardinal Bartolomeo d'Avanzo                                          |      | 53    |
| 10 novembre 1884  | Consistoire : création de 8 cardinaux et révélation d'un cardinal in pectore   |      | 61    |
| 20 décembre 1884  | Décès du cardinal Domenico Consolini                                           |      | 60    |
| 11 février 1885   | Décès du cardinal Edward MacCabe                                               |      | 59    |
| 15 février 1885   | Décès du cardinal Flavio Chigi                                                 |      | 58    |
| 27 mars 1885      | Décès du cardinal Frédéric-Joseph de Schwarzenberg                             |      | 57    |
| 19 avril 1885     | Décès du cardinal Pietro Lasagni                                               |      | 56    |
| 25 juillet 1885   | Décès du cardinal Lorenzo Nina                                                 |      | 55    |
| 27 juillet 1885   | Consistoire : création de 6 cardinaux                                          |      | 61    |
| 10 octobre 1885   | Décès du cardinal John McCloskey                                               |      | 60    |
| 21 novembre 1885  | Décès du cardinal Antonio Maria Panebianco                                     |      | 59    |
| 3 mars 1886       | Décès du cardinal Angelo Jacobini                                              |      | 58    |
| 7 juin 1886       | Consistoire : création de 7 cardinaux                                          |      | 65    |
| 8 juillet 1886    | Décès du cardinal Joseph Hippolyte Guibert                                     |      | 64    |
| 15 septembre 1886 | Décès du cardinal Carmine Gori-Merosi                                          |      | 63    |
| 11 décembre 1886  | Décès du cardinal Johann Baptist Franzelin                                     |      | 62    |
| 13 janvier 1887   | Décès du cardinal Innocenzo Ferrieri                                           |      | 61    |
| 23 janvier 1887   | Décès du cardinal Louis-Marie Caverot                                          |      | 60    |
| 14 février 1887   | Décès du cardinal Giacomo Cattani                                              |      | 59    |
| 28 février 1887   | Décès du cardinal Ludovico Jacobini                                            |      | 58    |
| 14 mars 1887      | Consistoire : création de 5 cardinaux                                          |      | 63    |
| 23 mai 1887       | Consistoire : création de 2 cardinaux                                          |      | 65    |
| 2 octobre 1887    | Décès du cardinal Domenico Bartolini                                           |      | 64    |
| 2 novembre 1887   | Décès du cardinal Antonio Pellegrini                                           |      | 63    |
| 8 mars 1888       | Décès du cardinal Włodzimierz Czacki                                           |      | 62    |
| 30 mars 1888      | Décès du cardinal Tommaso Maria Martinelli                                     |      | 61    |
| 31 octobre 1888   | Décès du cardinal Ignazio Masotti                                              |      | 60    |
| 9 février 1889    | Décès du cardinal Jean-Baptiste-François Pitra                                 |      | 59    |
| 11 février 1889   | Consistoire : création de 3 cardinaux                                          |      | 62    |
| 25 février 1889   | Décès du cardinal Carlo Sacconi                                                |      | 61    |
| 24 mai 1889       | Consistoire : création de 7 cardinaux                                          |      | 68    |
| 6 août 1889       | Décès du cardinal Guglielmo Massaia                                            |      | 67    |
| 15 août 1889      | Décès du cardinal Aimé-Victor-François Guilbert                                |      | 66    |
| 23 septembre 1889 | Décès du cardinal Placido Maria Schiaffino                                     |      | 65    |
| 14 décembre 1889  | Décès du cardinal Cölestin Joseph Ganglbauer                                   |      | 64    |
| 30 décembre 1889  | Consistoire : création d'un cardinal in pectore                                |      | 65    |
| 8 février 1890    | Décès du cardinal Giuseppe Pecci                                               |      | 64    |
| 23 juin 1890      | Consistoire : création de 3 cardinaux et révélation d'un cardinal in pectore   |      | 67    |
| 31 juillet 1890   | Décès du cardinal Luigi Pallotti                                               |      | 66    |
| 11 août 1890      | Décès du cardinal John Henry Newman                                            |      | 65    |
| 3 octobre 1890    | Décès du cardinal Joseph Hergenröther                                          |      | 64    |
| 23 janvier 1891   | Décès du cardinal János Simor                                                  |      | 63    |
| 30 janvier 1891   | Décès du cardinal Carlo Cristofori                                             |      | 62    |
| 19 février 1891   | Décès du cardinal Josip Mihalović                                              |      | 61    |
| 30 mai 1891       | Décès du cardinal Gaetano Alimonda                                             |      | 60    |
| 1er juin 1891     | Consistoire : création de 2 cardinaux                                          |      | 62    |
| 4 juillet 1891    | Décès du cardinal Lajos Haynald                                                |      | 61    |
| 15 septembre 1891 | Décès du cardinal Luigi Rotelli                                                |      | 60    |
| 15 novembre 1891  | Décès du cardinal Victor-Félix Bernadou                                        |      | 59    |
| 14 décembre 1891  | Consistoire : création de 2 cardinaux                                          |      | 61    |
| 25 décembre 1891  | Décès du cardinal Miguel Payá y Rico                                           |      | 60    |
| 31 décembre 1891  | Décès du cardinal Domenico Agostini                                            |      | 59    |
| 14 janvier 1892   | Décès des cardinaux Henry Edward Manning                                       |      | 58    |
| 14 janvier 1892   | Décès du cardinal Giovanni Simeoni                                             |      | 57    |
| 14 janvier 1892   | Décès du cardinal Lorenzo Ilarione Randi                                       |      | 56    |
| 23 février 1892   | Décès du cardinal Gaspard Mermillod                                            |      | 55    |
| 26 juin 1892      | Décès du cardinal Augusto Theodoli                                             |      | 54    |
| 8 juillet 1892    | Décès du cardinal Francesco Battaglini                                         |      | 53    |
| 17 juillet 1892   | Décès du cardinal Giuseppe D'Annibale                                          |      | 52    |
| 19 août 1892      | Décès du cardinal Friedrich Egon von Fürstenberg                               |      | 51    |
| 16 septembre 1892 | Décès du cardinal Edward Henry Howard                                          |      | 50    |
| 26 novembre 1892  | Décès du cardinal Charles Lavigerie                                            |      | 49    |
| 16 janvier 1893   | Consistoire : création de 15 cardinaux et d'un cardinal in pectore             |      | 65    |
| 23 janvier 1893   | Décès du cardinal Joseph-Alfred Foulon                                         |      | 64    |
| 5 mars 1893       | Décès du cardinal Charles-Philippe Place                                       |      | 63    |
| 3 avril 1893      | Décès du cardinal Achille Apolloni                                             |      | 62    |
| 21 avril 1893     | Décès du cardinal Luigi Giordani                                               |      | 61    |
| 26 avril 1893     | Décès du cardinal Luigi Sepiacci                                               |      | 60    |
| 10 mai 1893       | Décès du cardinal Tommaso Maria Zigliara                                       |      | 59    |
| 12 juin 1893      | Consistoire : création de 5 cardinaux                                          |      | 64    |
| 2 novembre 1893   | Décès du cardinal Carlo Laurenzi                                               |      | 63    |
| 1er février 1894  | Décès du cardinal Luigi Serafini                                               |      | 62    |
| 9 mars 1894       | Décès du cardinal Francesco Ricci Paracciani                                   |      | 61    |
| 9 mars 1894       | Décès du cardinal Léon-Benoit-Charles Thomas                                   |      | 60    |
| 4 avril 1894      | Décès du cardinal Giuseppe Benedetto Dusmet                                    |      | 59    |
| 1er mai 1894      | Décès du cardinal Enea Sbarretti                                               |      | 58    |
| 18 mai 1894       | Consistoire : création de 6 cardinaux                                          |      | 64    |
| 18 juin 1894      | Décès du cardinal Albin Dunajewski                                             |      | 63    |
| 29 novembre 1894  | Décès du cardinal Zeferino González y Díaz Tuñón                               |      | 62    |
| 21 janvier 1895   | Décès du cardinal Florian Desprez                                              |      | 61    |
| 19 mai 1895       | Décès du cardinal Fulco Luigi Ruffo-Scilla                                     |      | 60    |
| 22 juin 1895      | Décès du cardinal Amilcare Malagola                                            |      | 59    |
| 1er novembre 1895 | Décès du cardinal Benito Sanz y Forés                                          |      | 58    |
| 19 novembre 1895  | Décès du cardinal Lucien-Louis Bonaparte                                       |      | 57    |
| 29 novembre 1895  | Consistoire : création de 8 cardinaux et révélation d'un cardinal in pectore   |      | 65    |
| 7 décembre 1895   | Décès du cardinal Ignazio Persico                                              |      | 64    |
| 14 décembre 1895  | Décès du cardinal Paul Melchers                                                |      | 63    |
| 8 janvier 1896    | Décès du cardinal Giuseppe Maria Graniello                                     |      | 62    |
| 19 janvier 1896   | Décès du cardinal Guillaume Meignan                                            |      | 61    |
| 13 mars 1896      | Décès du cardinal Egidio Mauri                                                 |      | 60    |
| 7 mai 1896        | Décès du cardinal Luigi Galimberti                                             |      | 59    |
| 22 juin 1896      | Consistoire : création de 4 cardinaux                                          |      | 63    |
| 19 juillet 1896   | Décès du cardinal Joseph Bourret                                               |      | 62    |
| 14 juillet 1896   | Décès du cardinal Raffaele Monaco La Valletta                                  |      | 61    |
| 9 octobre 1896    | Décès du cardinal Gaetano de Ruggiero                                          |      | 60    |
| 30 octobre 1896   | Décès du cardinal Gustave-Adolphe de Hohenlohe-Schillingsfürst                 |      | 59    |
| 30 novembre 1896  | Consistoire : création de 2 cardinaux                                          |      | 61    |
| 16 décembre 1896  | Décès du cardinal Jean-Pierre Boyer                                            |      | 60    |
| 3 janvier 1897    | Décès du cardinal Guglielmo Sanfelice d'Acquavella                             |      | 59    |
| 22 janvier 1897   | Décès du cardinal Angelo Bianchi                                               |      | 58    |
| 19 avril 1897     | Consistoire : création de 4 cardinaux                                          |      | 62    |
| 16 mai 1897       | Décès du cardinal Camillo Siciliano di Rende                                   |      | 61    |
| 11 août 1897      | Décès du cardinal Antolín Monescillo y Viso                                    |      | 60    |
| 22 septembre 1897 | Décès du cardinal Giuseppe Guarino                                             |      | 59    |
| 12 avril 1898     | Décès du cardinal Elzéar-Alexandre Taschereau                                  |      | 58    |
| 4 août 1898       | Décès du cardinal Sylwester Sembratowicz                                       |      | 57    |
| 21 janvier 1899   | Décès du cardinal Américo Ferreira dos Santos Silva                            |      | 56    |
| 15 avril 1899     | Décès du cardinal Agostino Bausa                                               |      | 55    |
| 6 mai 1899        | Décès du cardinal Philipp Krementz                                             |      | 54    |
| 16 juin 1899      | Décès du cardinal Guillaume-Marie-Romain Sourrieu                              |      | 53    |
| 18 juin 1899      | Consistoire : création de 13 cardinaux                                         |      | 66    |
| 25 juin 1899      | Décès du cardinal Franziskus von Paula Schönborn                               |      | 65    |
| 11 juillet 1899   | Décès du cardinal Teodolfo Mertel                                              |      | 64    |
| 10 août 1899      | Décès du cardinal Isidoro Verga                                                |      | 63    |
| 17 janvier 1900   | Décès du cardinal Luigi Trombetta                                              |      | 62    |
| 1er février 1900  | Décès du cardinal Domenico Maria Jacobini                                      |      | 61    |
| 12 mars 1900      | Décès du cardinal Luigi di Canossa                                             |      | 60    |
| 26 mars 1900      | Décès du cardinal Camillo Mazzella                                             |      | 59    |
| 5 mai 1900        | Décès du cardinal Johann Evangelist Haller                                     |      | 58    |
| 15 avril 1901     | Consistoire : création de 10 cardinaux                                         |      | 68    |
| 27 juillet 1901   | Décès du cardinal Antonio María Cascajares y Azara                             |      | 67    |
| 9 octobre 1901    | Décès du cardinal Sebastiano Galeati                                           |      | 66    |
| 18 janvier 1902   | Décès du cardinal Donato Maria dell'Olio                                       |      | 65    |
| 6 février 1902    | Décès du cardinal Agostino Ciasca                                              |      | 64    |
| 23 mars 1902      | Décès du cardinal Jakob Missia                                                 |      | 63    |
| 25 avril 1902     | Décès du cardinal Agostino Gaetano Riboldi                                     |      | 62    |
| 10 juillet 1902   | Décès du cardinal Lőrinc Schlauch                                              |      | 61    |
| 22 juillet 1902   | Décès du cardinal Mieczysław Ledóchowski                                       |      | 60    |
| 22 novembre 1902  | Décès du cardinal Gaetano Aloisi Masella                                       |      | 59    |
| 15 janvier 1903   | Décès du cardinal Lucido Maria Parocchi                                        |      | 58    |
| 19 juin 1903      | Décès du cardinal Herbert Vaughan                                              |      | 57    |
| 22 juin 1903      | Consistoire : création de 7 cardinaux                                          |      | 64    |
| 20 juillet 1903   | Décès du pape Léon XIII                                                        |      | 64    |